# 湯木慧
湯木 慧（ゆき あきら、1998年6月5日 - ）は、日本の女性シンガーソングライター。大分県生まれ、埼玉県育ち。所属レーベルはTANEtoNE RECORDS。事務所は無所属。

## 経歴

### デビューまで
小3でトランペットをはじめ、吹奏楽から音楽に出会う。11歳から独学でアコースティックギターを始め、12歳の時に自作曲を作り始める。14歳からニコニコ動画などで活動を始め、16歳からはツイキャスやYouTubeなどでも活動を始め、ツイキャスの総視聴者数は、2年ほどで累計200万ビューを超え、「デジタルネイティブ世代の音楽表現者」として注目を集める。 
2015年6月に、Bean's Companyからミニアルバム『Prologue』をリリース。同年12月にシングル『記憶』、2016年8月にミニアルバム『EPILOGUE』をリリース。なお、3枚の自主制作盤は、その後廃盤となっている。

### 2017年
2017年1月からLD&K Recordsに所属。2017年2月22日、初の全国流通盤となるミニアルバム『決めるのは“今の僕”、生きるのは“明後日の僕ら”』をリリース。収録曲の「一期一会」は、リリースから約3年の時を経て、2020年公開映画『13月の女の子』の主題歌に選出された。
3月、初の全国リリース記念となる東名阪ツアー2017「『脈』～繰り返す命の輪廻～」を開催。
6月から3か月連続個展＆ワンマンライブ「音色パレットとうたことば」を開催。
9月20日、ミニアルバム『音色パレットとうたことば』をリリース。その後、リリースツアー 「色彩ツアー」を五大都市で開催。
高校卒業後、デザイン系の専門学校へ進学するが半年で退学している。

### 2018年
2018年2月22日、舞台『人生の最後はきっといつも最悪。』の主題歌を含むデジタルシングル『チャイム / 嘘のあと』をリリース。3月23日、渋谷 duo MUSIC EXCHANGEにて、ワンマンライブ「水中花」を開催。
10月17日、自主制作盤に収録されていた楽曲のリメイク音源を中心に収録したアルバム『蘇生』をリリース。10月20日、21日に四谷アートコンプレックスホール、11月24日に梅田 Bodaiju Caféにて、ワンマン個展ライブ「残骸の呼吸展」を開催。ライブ中のMCで、SPEEDSTAR RECORDSから2019年にメジャーデビューすることを発表。

### 2019年
2019年6月5日、自身の21歳の誕生日にビクターエンタテインメント内のレーベル、SPEEDSTAR RECORDSからシングル『誕生〜バースデイ〜』でメジャーデビュー。同日、まだ自身のみで活動をしていた2015年に初めてライブ出演してからゆかりのある思い出の地・四谷天窓にてリリース記念ワンマンライブ「誕生〜始まりの心実〜」を開催。メジャーデビュー時には、TBS『COUNT DOWN TV』で“令和イチオシのシンガーソングライター”、音楽サイトなどでも、“気になる新人"、“令和最初のブレイク候補アーティスト”として紹介された。
8月7日、メジャーセカンドシングル『一匹狼』をリリース。8月18日に梅田 Shangri-La、8月24日に東京キネマ倶楽部にて、東阪ワンマンライブ「繋がりの心実」を開催。リリース時には、フジテレビ系『Love music』、TBS『COUNT DOWN TV』、NHK『シブヤノオト』に歌唱出演を果たした。
11月11日から16日までの6日間、Gallery Conceal Shibuyaにて、個展「HAKOBUne-2019-」を開催。“耳”で聴く音楽作品だけではなく、イラストやペイント、インスタレーションなど“目”で観るアート作品も自身の大切な表現手段としてライブとアート作品の展示を融合した個展ライブイベントを開催してきたが、アート作品の展示をメインとした単独個展の開催は初。

### 2020年
2020年1月1日より期間限定で放映されたアタックZEROのCMソング「にじ」のボーカリストに抜擢。当初、クレジットの記載がなく誰が歌唱したのかは不明だったが、同年5月17日放送の『Love music』にて、同氏が歌唱を努めたことの公表とともにテレビでの初歌唱が披露された。
2020年3月、メジャーファーストEP『スモーク』を6月5日にリリースすること、同日より自身最大規模となる東名阪福ワンマンツアー「選択の心実」を開催することをそれぞれ発表したが、その後、新型コロナウイルス感染拡大防止と来場者の安全確保の為、ツアー「選択の心実」の全ての公演の中止と、リリース予定だったEP『スモーク』の発売延期を発表。
その後、6月5日「Answer」、6月17日「雑踏」、7月1日「追憶」、7月15日「Careless Grace」、7月29日に「スモーク」をそれぞれ配信リリース。8月19日にはメジャーファーストEP『スモーク』をリリース、9月12日にはワンマンライブ「選択」を開催した。

### 2021年
2021年6月5日、自身の23歳の誕生日に行った初のホールワンマンライブ「拍手喝采」において、新レーベル・TANEtoNE RECORDSの設立を発表。8月8日に第一弾シングル「拍手喝采」の配信リリースとMVが公開された。その後、9月29日に成田洋一の初監督映画『光を追いかけて』の書き下ろし主題歌「心解く」を配信リリース。実際にロケ地・秋田を訪れ、映画と共鳴する楽曲を作り上げた。10月24日に植物店・TANEtoNE plantsの展開を発表。アート面では12月11日から19日までの9日間、東急百貨店本店にある「澁谷藝術」にて単独個展としては2度目となる「HAKOBUne-2021-」を開催。そこで新たにアパレルブランド・TANEtoNE closetの展開を発表した。12月22日にはフルアルバム「W」収録曲である「二酸化炭素」をアルバムに先駆け、先行配信リリースした。

### 2022年
デビュー5周年の記念日である2月22日に1st Full Album「W」をリリース。リリース時には、フジテレビ系『Love music』に出演。また、TBS『新・情報7daysニュースキャスター』にて特集がオンエアされた。その後、アルバムリリース記念全国ツアー「Wは誰だ。」を開催。その他、8月25日に発売した『SDガンダム バトルアライアンス』エンディングテーマソング「Error (feat.湯木慧)」に抜擢された。アート面では9月23日〜10月2日に「澁谷藝術」にて単独個展「HAKOBUne Summer 2022」を開催。その後、11月16日〜29日までの14日間、初の九州個展「-SEN-」を博多阪急にて開催した。12月21日にはシングル「魚の僕には」を配信リリースした。

### 2023年
3月8日に配信シングル「春に僕はなくなる」をリリース。3月11日には、LOFT HEAVENにてワンマンライブ「魚の僕に春」を開催。その後、6月4日にClub eXにてスペシャルワンマンライブ「うたうこと」を開催した。

### 2024年
7月17日に2年ぶりとなるフルアルバム『O』をリリース。また、7月20日には同アルバムのリリースワンマンライブ「「W/O」- ウィズアウト - 」を開催した。アート面では11月25日～12月1日には単独個展「HAKOBUne2024 save point」を開催した。
12月15日に翌年のアルバムリリースと全国ツアーをもって、8年間所属した事務所LD＆Kを退所することを発表した。翌16日には新アルバム収録楽曲をファン投票により決める試みも発表した。

### 2025年
2月11日～16日にかけて「僕が描いてきた世界展」、2月18日～24日にかけて「僕が歌ってきた世界展」を澁谷藝術にてそれぞれ開催した。
4月23日にアルバム「僕がこの世界を歌うのなら」をリリース、5月23日からリリース記念ツアー「はじまりはじまり」を開催した。
7月19日のエキシビジョン公演をもってLD＆Kを退所、及び一時活動休止を発表した。

## 人物
- 4歳年上の姉がいる[47]。
- 中学3年～高校入学にかけての時期に両親が離婚している、いわゆる母子家庭の出身である[48]。
- 「命に向き合ってない人になんか響かなくていい」をモットーするなど、死生観へのこだわりが強い。
- シンガーソングライターのYUIに憧れて弾き語りを始めたと語っており、過去にはカバー動画も投稿していた。（現在は削除されている）
- 犬を飼っている。名前はペトラ。大変かわいい。
- 2022年12月11日、同年10月22日に結婚していたことを発表した。お相手はインストバンド空間工房の安部大智[注 1]。

## ディスコグラフィ

### デジタルシングル
| 発売日         | タイトル            | 収録内容                | 備考                                |
| -------------- | ------------------- | ----------------------- | ----------------------------------- |
| 2018年2月22日  | チャイム / 嘘のあと | 1. チャイム 2. 嘘のあと | LD&K Records(全国流通)              |
| 2020年6月5日   | Answer              | 1. Answer               | SPEEDSTAR RECORDS(全国メジャー流通) |
| 2020年6月17日  | 雑踏                | 1. 雑踏                 | SPEEDSTAR RECORDS(全国メジャー流通) |
| 2020年7月1日   | 追憶                | 1. 追憶                 | SPEEDSTAR RECORDS(全国メジャー流通) |
| 2020年7月15日  | Careless Grace      | 1. Careless Grace       | SPEEDSTAR RECORDS(全国メジャー流通) |
| 2020年7月29日  | スモーク            | 1. スモーク             | SPEEDSTAR RECORDS(全国メジャー流通) |
| 2021年8月8日   | 拍手喝采            | 1. 拍手喝采             | TANEtoNE RECORDS                    |
| 2021年9月29日  | 心解く              | 1. 心解く               | TANEtoNE RECORDS                    |
| 2021年12月22日 | 二酸化炭素          | 1. 二酸化炭素           | TANEtoNE RECORDS                    |
| 2022年12月21日 | 魚の僕には          | 1. 魚の僕には           | TANEtoNE RECORDS                    |
| 2023年3月8日   | 春に僕はなくなる    | 1. 春に僕はなくなる     | TANEtoNE RECORDS                    |

### 楽曲提供
| 発売日        | タイトル               | アーティスト | 収録アルバム  |
| ------------- | ---------------------- | ------------ | ------------- |
| 2024年1月27日 | どんな世界だと知っても | IA           | IA/05 -SHINE- |

## タイアップ
| 起用年 | 曲名                               | タイアップ                                           |
| ------ | ---------------------------------- | ---------------------------------------------------- |
| 2017年 | 嘘のあと                           | 舞台『その名は人生〜人生の最後はきっといつも最悪〜』 |
| 2020年 | 一期一会                           | 映画『13月の女の子』主題歌                           |
| 2021年 | 心解く                             | 映画『光を追いかけて』主題歌                         |
| 2022年 | Error (作詞・作曲：ヒゲドライバー) | ゲームソフト『SDガンダム バトルアライアンス』主題歌  |

## ライブ ・イベント

### 主催ライブ
| 日程                      | タイトル                                                                       | 各日程・会場 |
| ------------------------- | ------------------------------------------------------------------------------ | --- |
| 2017年3月21日 - 26日      | 初の全国リリース記念 東名阪ワンマンツアー2017「『脈』～繰り返す命の輪廻～」    | 3月21日 大阪 cafe Room 3月22日 愛知 鑪ら場 3月26日 東京 Star Lounge |
| 2017年6月24日 - 8月27日   | 3ヶ月連続個展＆ワンマンライブ企画 「音色パレットとうたことば」                 | 6月24&25日 第1弾「碧に染めてゆくだけ」編 ＠清澄白河 7月29&30日 第2弾「万華鏡」編 ＠渋谷ES Gallery 8月26&27日 第3弾「アルストメリア」編 ＠恵比寿 GALLELY ZAVA                                                            |
| 2017年9月30日 - 11月3日   | 『音色パレットとうたことば』リリースツアー 「色彩ツアー」                      | 9月30日 福岡 ハナウタザッカテン（w:中島晴香） 10月14日 大阪 CROSS BEAT Hamachi（w:番匠谷紗衣） 10月21日 北海道 musica hall café（ワンマン） 10月29日 愛知 パラダイスカフェ21（w:KaA） 11月3日 東京 BUSHBASH（ワンマン） |
| 2018年3月23日             | ワンマンライブ「水中花」                                                       | 3月23日 渋谷 duo MUSIC EXCHANGE |
| 2018年10月20日 - 11月24日 | ワンマン個展ライブ「残骸の呼吸」                                               | 10月20&21日 四谷 アートコンプレックスホール 11月24日 梅田 Bodaiju Café |
| 2019年6月5日              | メジャーファーストシングルリリース記念ワンマンライブ「[誕生〜始まりの心実〜]」 | 6月5日 四谷天窓 |
| 2019年8月18日 - 24日      | 東阪ワンマンライブ「[繋がりの心実]」                                           | 8月18日 大阪 Shangri-La 8月24日 東京 キネマ倶楽部 |
| 開催中止                  | 東名阪福ワンマンツアー2020「選択の心実」                                       | 6月5日(開催中止) 名古屋 BL cafe 6月12日（開催中止） 大阪 MUSE 6月14日（開催中止） 福岡 SQUARE GARDEN 6月21日（開催中止） 東京 日本橋三井ホール                                                                          |
| 2020年9月12日             | ワンマンライブ「選択」                                                         | 9月12日 横浜 1000 CLUB |
| 2020年12月19日            | 福岡ライブハウス秘密オープン記念「湯木慧ワンマン at 秘密」                     | 12月19日 福岡 ライブハウス「秘密」 |
| 2021年6月5日              | ワンマンライブ2021「拍手喝采」                                                 | 6月5日 東京 日本橋三井ホール |
| 2022年2月12日             | 道玄坂教会こけら落とし公演「告白」                                             | 2月12日 東京 道玄坂教会 |
| 2022年5月7日 - 6月4日     | 「W」リリース記念全国ツアー 「Wは誰だ。」ツアー                                | 5月7日 東京 渋谷Star lounge 5月14日 大阪 Cafe Bohemia 心斎橋 5月15日 愛知 BL cafe 5月22日 福岡 LiveHouse 秘密 5月28日 北海道 PROVO 6月4日 神奈川 1000 CLUB                                                              |
| 2023年3月11日             | 湯木慧ワンマンライブ「魚の僕に春」                                             | 3月11日 東京 LOFT HEAVEN |
| 2023年6月4日              | 湯木慧スペシャルワンマンライブ「うたうこと」                                   | 6月4日 東京 品川 Club eX |
| 2024年4月20日             | 「O」リリースワンマンライブ『「W/O」－ウィズアウト－』                         | 4月20日 東京 代官山SPACE ODD |
| 2025年5月23日 - 7月19日   | 『僕がこの世界を歌うのなら』リリース記念弾き語りツアー『はじまりはじまり』     | 5/23 福岡 福岡市科学館ドームシアター（プラネタリウム） 6/21 北海道 函館金森ホール 6/29 京都 京都京都文化博物館 別館ホール 7/5 東京 渋谷音楽堂 7/19 東京 渋谷Star lounge                                                 |

### 個展
| 日程                     | タイトル                                            | 各日程・会場                                             |
| ------------------------ | --------------------------------------------------- | -------------------------------------------------------- |
| 2019年11月11日 - 16日    | 初単独アート個展「HAKOBUne-2019-」                  | 11月11日 - 16日 Gallery Conceal Shibuya                  |
| 2020年11月2日 - 15日     | 宇田川カフェコラボ企画「HAKOBUne個展-番外編」       | 11月2日 - 15日 宇田川カフェsuite / 桜丘カフェ / FLAMINGO |
| 2021年12月11日 - 19日    | 単独個展「HAKOBUne-2021-」                          | 12月11日 - 19日 東急百貨店 本店2階 「澁谷藝術」          |
| 2022年1月7日 - 31日      | 成田雄智×湯木慧 二人展 「ま」                       | 1月7日 - 31日 LIVING ROOM CAFE & DINING                  |
| 2022年9月23日 - 10月2日  | 単独個展「HAKOBUne Summer 2022」                    | 9月23日 - 10月2日 澁谷藝術                               |
| 2022年11月16日 - 29日    | 九州初個展「「線」-SEN- 」                          | 11月16日 - 29日 博多阪急 7階ステージ7-1                  |
| 2023年11月11日 - 19日    | 単独個展「HAKOBUne-2023-Preparation for departune」 | 11月11日 - 19日 Gallery Conceal Shibuya                  |
| 2024年11月25日 - 12月1日 | 単独個展「HAKOBUne2024 -save point- 」              | 11月25日 - 12月1日 ギャラリークラフト社                  |
| 2025年2月11日 - 16日     | 単独個展「「僕が描いてきた世界」展」                | 2月11日 - 16日 澁谷藝術                                  |
| 2025年2月18日 - 24日     | 単独個展「「僕が歌ってきた世界」展」                | 2月18日 - 24日 澁谷藝術                                  |

### その他
| 日程                   | タイトル                                                  | 各日程・会場 |
| ---------------------- | --------------------------------------------------------- | --- |
| 2020年6月5日 - 6月21日 | LINE LIVE 生配信特番 「ライブペイントで選択の心実ツアー」 | 6月5日 「LIVE PAINTING ♯1 -Others. Human.-」 6月12日 「LIVE PAINTING ♯2 -Decay. Grace.-」 6月14日 「LIVE PAINTING ♯3 -Ambiguous. Me and me.-」 6月21日 「EPILOGUE TALK -Sentaku no Shinjitsu.-」 |
| 2021年10月2日          | 映画『光を追いかけて』 公開記念舞台挨拶                   | 10月2日 グランドシネマサンシャイン池袋 |